# Jerzy Kmiecik
Jerzy Kmiecik (ur. 3 lutego 1950 w Gdańsku) – polski związkowiec, działacz opozycji demokratycznej w okresie PRL.

## Życiorys
Ukończył w 1967 Zasadniczą Szkołę Zawodową przy gdańskim Zakładzie Doskonalenia Zawodowego. Zatrudniony w Stoczni Północnej, w sierpniu 1980 brał udział w strajku na terenie tego zakładu pracy. Wszedł w skład Międzyzakładowego Komitetu Strajkowego, był jednym z sygnatariuszy porozumień sierpniowych.
Po powołaniu NSZZ „Solidarność” został etatowym pracownikiem związku. Po wprowadzeniu stanu wojennego i pacyfikacji protestu w Stoczni Północnej został w grudniu 1981 internowany, zwolniono go w lipcu następnego roku. Kontynuował działalność opozycyjną w ramach niejawnych struktur NSZZ „Solidarność”. W 1988 ponownie brał udział w organizacji strajków, za co przez pewnie czas był pozbawiony pracy. W 1989 wszedł w skład prezydium komisji zakładowej „Solidarności”. Z członkostwa w związku zrezygnował w 2003.
Uhonorowany tytułem honorowego obywatela Gdańska (2000). W 2006 odznaczony Krzyżem Oficerskim Orderu Odrodzenia Polski.